# Vince Benedetti
Vincent Benedetti (Teaneck, 7 maart 1941) is een Amerikaanse jazzpianist en -trombonist.

## Biografie
Vince Benedetti kreeg vanaf 6-jarige leeftijd pianoles en werd later ook onderwezen op de trompet en trombone. In 1964 werd hij gehaald door Pony Poindexter in zijn band, die met hem naar Europa ging. Daarna werkte hij als solopianist en in bands in Parijs, München en Berlijn. Hij begeleidde o.a. Pepper Adams, Chet Baker, Eddie Lockjaw Davis, Roy Eldridge, Buddy DeFranco, Stan Getz, Dizzy Gillespie, Dexter Gordon, Johnny Griffin, Miriam Klein en Slide Hampton. Hij vestigde zich in Zwitserland, waar hij vanaf 1975 vijf jaar lang de Swiss Jazz School leidde en later in Bazel onderwees. In Zürich ontdekte hij in 1988 de nog onbekende Diana Krall, nodigde haar uit voor een tournee met zijn kwartet en nam met haar in 1990 een eerste (echter pas in 2003 uitgebracht) album op.

## Discografie
- 1969: Hank Mobley: Flip
- 1969: Archie Shepp: Poem for Malcolm
- 1990: Heart Drops: Vince Benedetti Meets Diana Krall
- 1994: Miriam Klein: Ladylike
- 2003: Vince Benedetti Trio (met Reggie Johnson, Alvin Queen)